# Carl Heinrich Graun

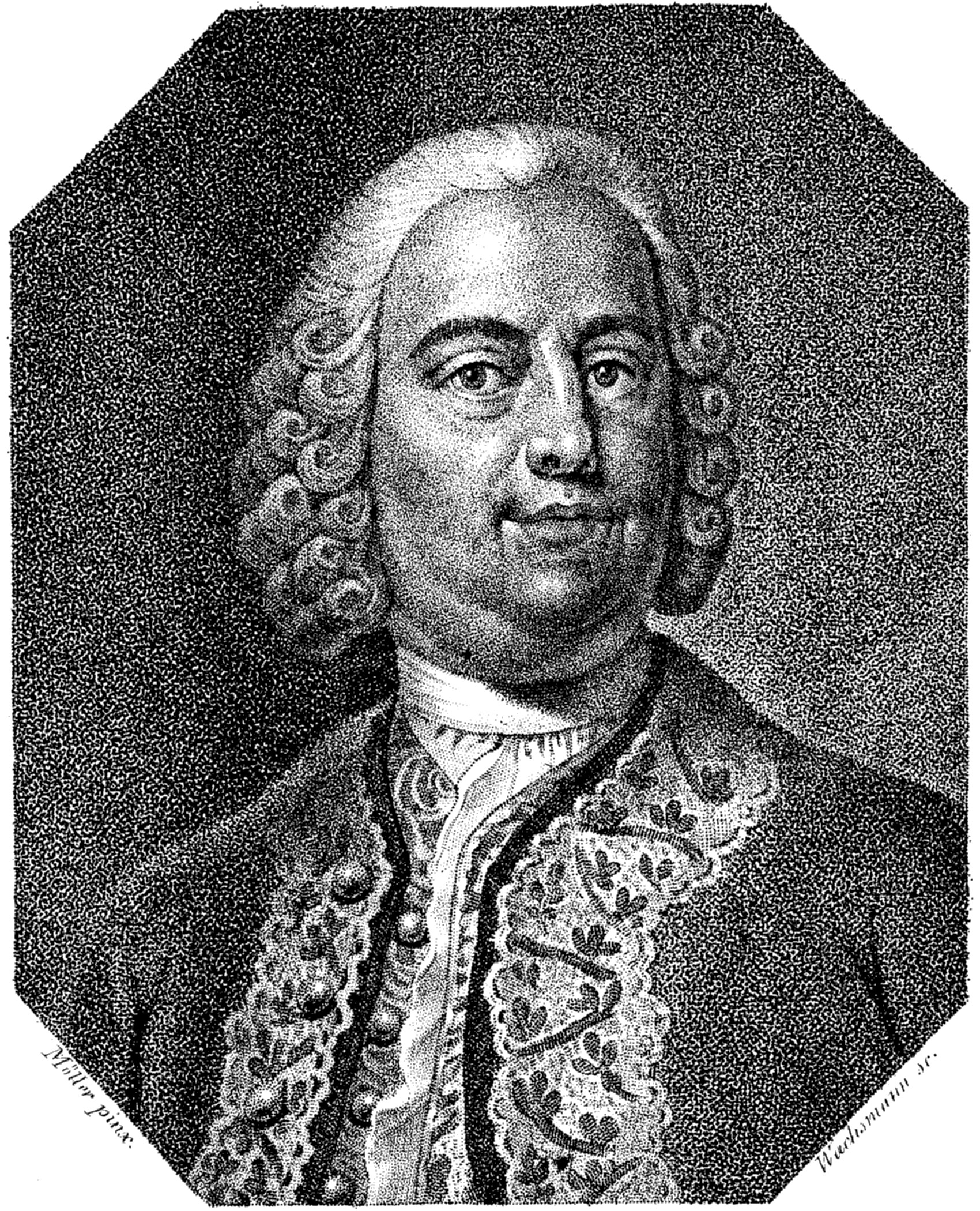
Carl Heinrich Graun

Carl Heinrich Graun, född 7 maj 1704 i Wahrenbrück (Preussen), död 8 augusti 1759 i Berlin, var en tysk tonsättare, bror till Johann Gottlieb Graun.
Graun studerade komposition för Johann Christoph Schmidt och blev 1725 operatenorist och strax därpå vice kapellmästare i Braunschweig samt 1735 kammarsångare hos kronprinsen av Preussen, sedermera konung Fredrik den store. I denna befattning hade han huvudsakligen att komponera och framföra kammarkantater. 1740 utnämndes han till kapellmästare och fick i uppdrag att inrätta en opera enligt italiensk förebild i Berlin. Graun själv och Johann Adolf Hasse var en lång tid nästan de enda som skrev för denna teater, och den förre komponerade över 30 operor. I utlandet blev Graun däremot känd för sina kyrkliga verk, framför allt genom sitt passionsoratorium Der Tod Jesu (1755), som räknades av vissa samtida kritiker som en av den musikaliska barocktidens ädlare mästerverk.
Graun skrev även ett Te Deum (1756) och växlande instrumentalmusik.

## Verk i urval

### Sceniska verk
- Polydorus (5 akter, 1726–28)
- Iphigenia in Aulis (3 akter, 1728)
- Scipio Africanus (3 akter, 1732)
- Lo specchio della fedeltà (3 akter, 1733)
- Pharao Tubaetes (5 akter, 1735)
- Rodelinda, regina de' langobardi (3 akter, 1741)
- Cesare e Cleopatra (3 acts, 1742)
- Artaserse, libretto av Metastasio (3 akter, 1743)
- Catone in Utica, libretto av Metastasio (3 akter, 1743)
- Alessandro e Poro, libretto av Metastasio (3 akter, 1744)
- Lucio Papirio (3 akter, 1744)
- Adriano in Siria, libretto av Metastasio (3 akter, 1746)
- Demofoonte, libretto av Metastasio (3 akter, 1746)
- Cajo Fabricio (3 akter, 1746)
- Le feste galanti (1747)
- Cinna (3 akter, 1748)
- L'Europa galante (1748)
- Ifigenia in Aulide (3 akter, 1748)
- Angelica e Medoro (3 akter, 1749)
- Coriolano (3 akter, 1749)
- Fetonte (3 akter, 1750)
- Il Mithridate (3 akter, 1751)
- L’Armida (3 akter, 1751)
- Britannico (3 akter, 1751)
- L'Orfeo (3 akter, 1752)
- Il giudizio di Paride (1 akt, 1752)
- Silla (3 akter, 1753)
- Semiramide (3 akter, 1754)
- Montezuma (3 akter, 1755)
- Ezio, libretto av Metastasio (1755)
- I fratelli nemici (3 akter, 1756)
- La Merope (3 akter, 1756)

### Andra verk
- Te Deum
- Ein Lämmlein geht und trägt die Schuld, Passionskantat (ca. 1730)
- Kommt her und schaut (1730)
- Der Tod Jesu, Passionskantat (1755)
- Oratorium in Festum Nativitatis Christi, Juloratorium
- Påskoratorium
- Sex italienska kantater
- Konsert för horn, stråkar och cembalo D-dur
- Lieder (1743)
- Sinfonia C-dur
- Konsert för Viola da gamba